# Sonja Vasić
Sonja Vasić  (Belgrado, 18 de febrero de 1989) es una exjugadora de baloncesto serbia. Con 1,89 metros de estatura, juega en la posición de alero. Su último equipo fue el Uni Girona CB